# Schlüssel (Heraldik)
Der Schlüssel im Wappenschild als heraldische gemeine Figur ist ein Zeichen der Aufgeschlossenheit. Er ist auch Attribut für Petrus. Die Heiligenverehrung hat ihn dadurch in einige Wappen gebracht. Manchmal wird ein Wappenschlüssel auch als verschlossen interpretiert.
Viele Darstellungsmöglichkeiten und sonstige Besonderheiten sind hier nicht zu erwarten. Der Schlüssel kann als Einzelstück im Schild alle Lagen einer gemeinen Figur annehmen. Die Lage ist pfahlweise, balkenweise oder schragenweise. Er kann für sich schwebend (Normalfall) oder bei einer menschlichen Figur oder einem Wappentier als in den Händen/Fängen haltend, sowie vielfältig als sonstiges Beiwerk abgebildet sein. In Normallage weist die Reite (Ring) nach oben (natürlich hängend), die umgekehrte Lage wird blasoniert (gestürzter Schlüssel). Weil die Schlüssel meist symbolisch ein Tor aufschließen, ist die gestürzte Lage aber die weitaus verbreitetste (und wird deshalb, wenn der Bezug zu Petrus klar ist, manchmal nicht explizit angegeben). Normallage des Barts ist vom Halm (dem „Stiel“) rechtsweisend (vom Betrachter links), abweichende Lage wird ebenfalls gemeldet.
Bei der Verwendung im Oberwappen wird der Knauf auf einer Figur abgebildet oder der Schlüssel zur eigenständigen Figur, auf der Krone oder dem Helm stehend.
Im Allgemeinen werden keine Details angegeben, alle Ausschmückungen sind dem Heraldiker überlassen, weitaus verbreitetste Darstellung ist aber der klassische Buntbartschlüssel. Der Bart wird meist durch eine recht einfache Form abgebildet, seltener als ein Doppelbart, er kann auch recht kompliziert ausgeformt werden und in sich vielfältige Aussparungen haben, etwa in Form von Kreuz oder Lilie, wie es auch bei historischen Schlüsseln üblich war (daher der Name „Buntbart“). Die Ringe sind oft als gotische Vierpassreite geformt.
In Wappen werden auch gekreuzte oder verschlungene in den Ringen sowie gegeneinandergelegte Schlüssel verwendet. Letztere können auch mit dem Ring am Bart des anderen liegen. Der oder die Schlüssel liegen oft gekreuzt hinter dem Wappenschild. Schlüssel und Zepter, Bischofsstab usw. werden auch mit Bändern oder Kordelschnüren zusammengehalten. Eine Besonderheit ist der Doppelschlüssel: Hier wird ein Schlüssel mit zwei entgegengesetzten Bärten, oft schon knapp über der Reite geteilt, oder an einem Schlüsselschaft mit zwei Bärten dargestellt.
Bevorzugt sind Metalle bei der Farbwahl, also Gold (gelb) oder Silber (weiß).
Das Bild ist in der kirchlichen Heraldik beliebt.
Die Schlüssel Petri, also die gekreuzten Schlüssel insbesondere im Papst- und Vatikanwappen, sind ein Symbol für die Macht des Papstes als Stellvertreter Jesu Christi auf Erden. Diese gekreuzten Schlüssel werden Binde- und Löseschlüssel genannt.

## Beispiele
gekreuzte Schlüssel

Das Wappen der Vatikanstadt
Papstwappen von Benedikt XVI. mit Binde- und Löseschlüssel
Wappen von Luleå
Wappen von Regensburg
Wappen von St. Peter-Ording
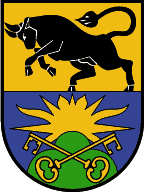
im Wappen von Schruns
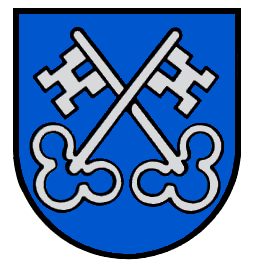
Wappen von Waldau
Wappen von Wangen an der Aare

im Dreipass

Langenau im Frankenwald

Einzelschlüssel

Schlüssel mit nach oben gekehrtem Bart: Bremer Wappen; weitere siehe hier
Wappen von Bieberehren in Unterfranken
Wappen der Stadt Brilon
Schlüssel mit Bart (Ecublens FR)
ebenso in Klausen (Südtirol)
Wappen von Ellbögen
Wappen von Rheinberg
Schlüssel im Wappen von Stetten (Bodenseekreis)
Petrus mit Schlüssel im Stadtwappen von Trier
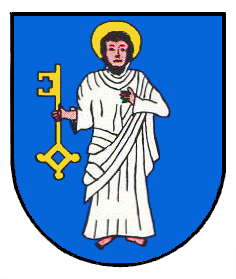
und in Peterzell
Wappen von Wallisellen
Senkrechtstehender Schlüssel im Wappen von Weilheim an der Teck mit Vierpassreite
Wappen von Weissach im Tal mit Entenfuß
Wappen des Bistums Worms
Wappen der Stadt Worms
Wappen des nahen Mutterstadt
Zwei einzelne Schlüssel im Wappen von Bernkastel-Kues

Doppelschlüssel

Doppelschlüssel von Allershausen
Wappen der Stadt Krefeld
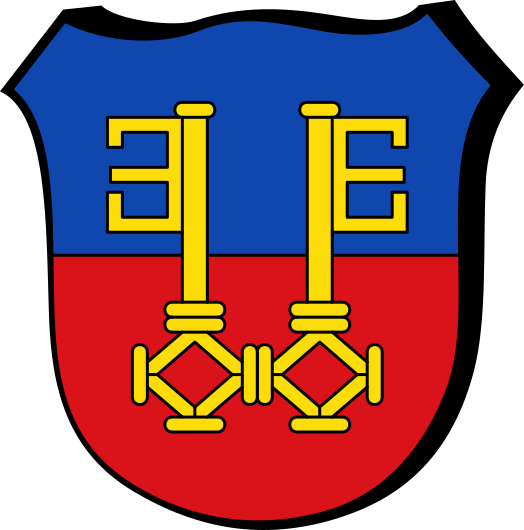
und des eingemeindeten Uerdingen
Doppelschlüssel des Kantons Nidwalden
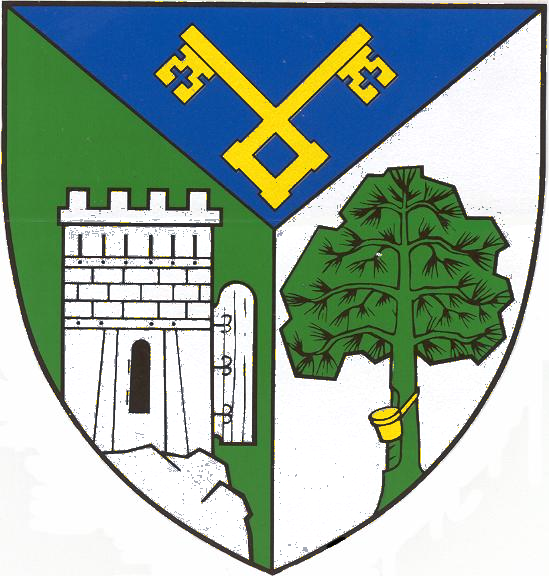
Doppelschlüssel in Hernstein
Doppelschlüssel in Moosbrunn
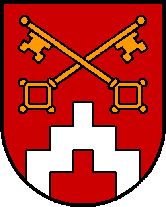
Redendes Wappen in Peterskirchen
Redend und in verwechselten Farben: Schlüßlberg
Doppelschlüssel von Untersiebenbrunn
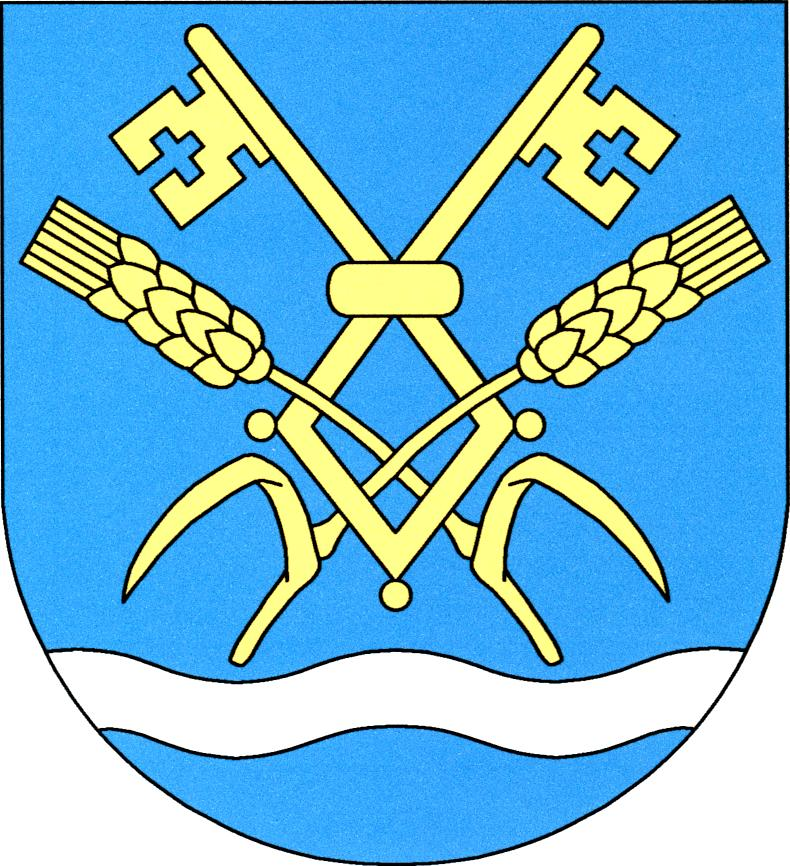
Doppelschlüssel in Dvorce u Jihlavy
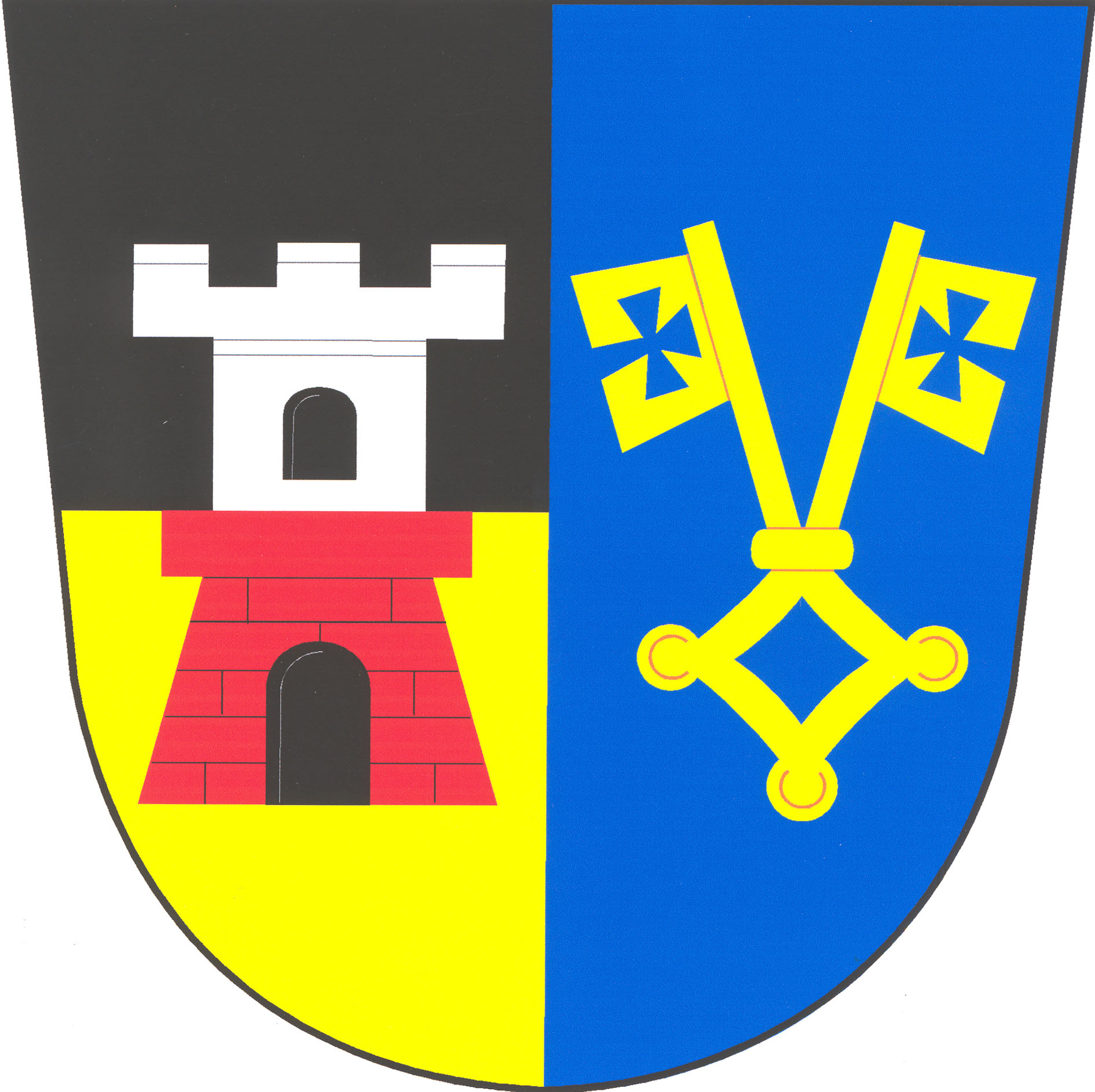
Doppelschlüssel in Herálec
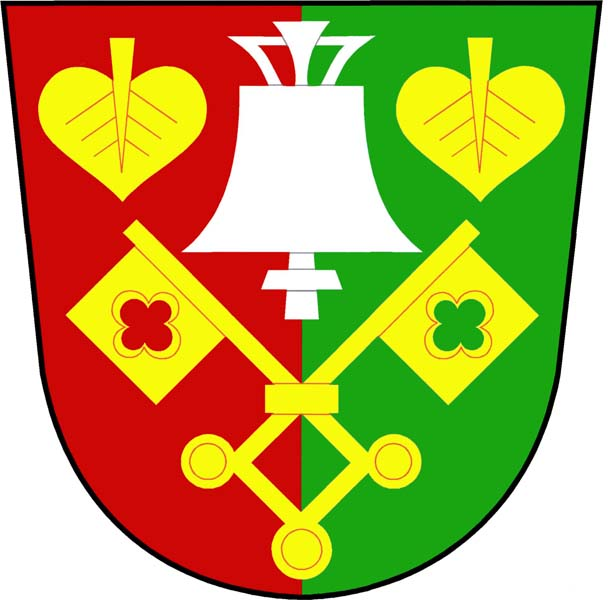
Doppelschlüssel in Kalhov
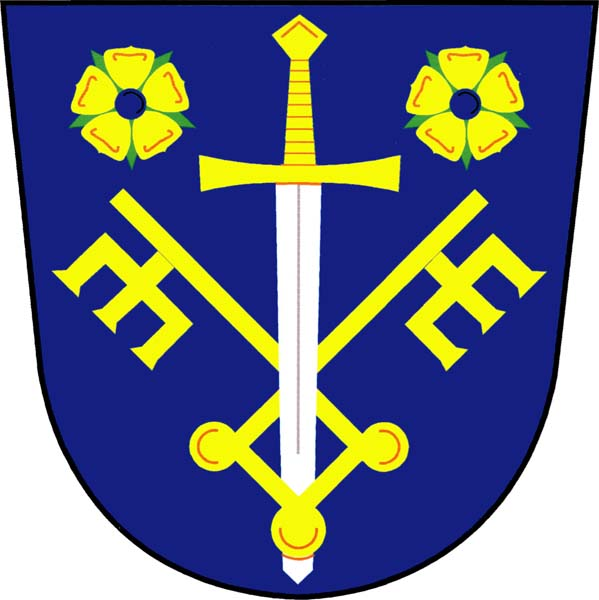
Doppelschlüssel in Kozlov (Okres Jihlava)
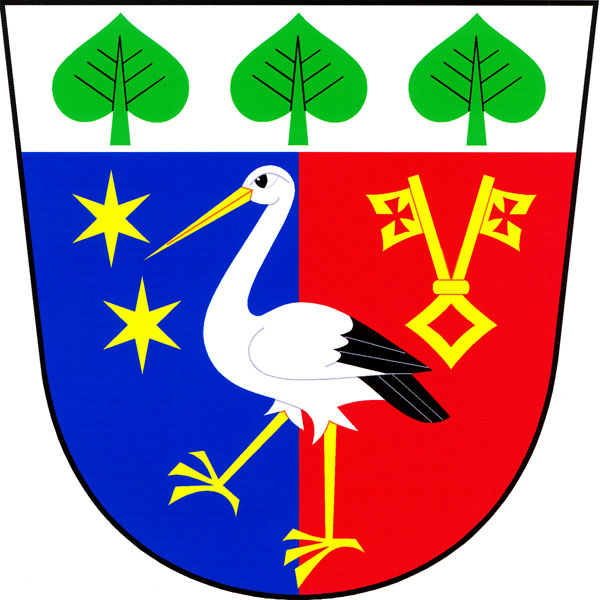
Doppelschlüssel in Plandry
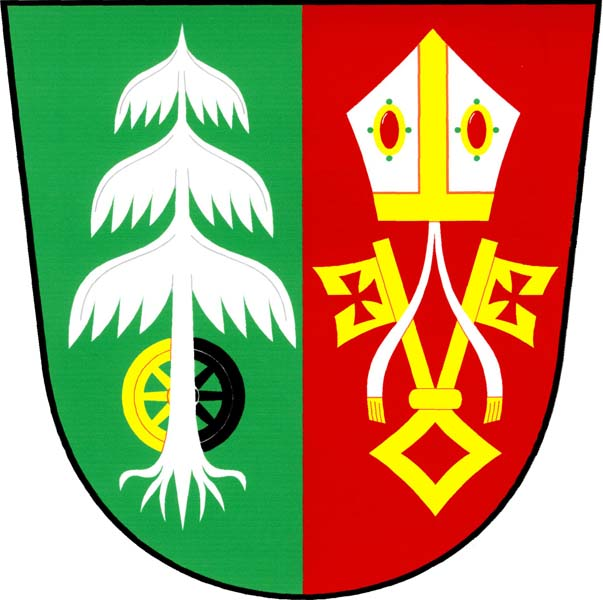
Doppelschlüssel in Smrčná
Doppelschlüssel in Kirchdorf an der Amper